# We can make it!
『We can make it!』（ウィー キャン メイク イット）は、日本の男性アイドルグループ・嵐の通算19枚目となるシングル。2007年5月2日にジェイ・ストームから発売された。

## 概要
前作「Love so sweet」から約2ヶ月半ぶりのリリース。
初回生産限定盤と通常盤の2形態で発売。
タイトル曲はスウェーデン出身のシンガーであるAgnes Carlssonの「Love is All Around」が原曲で、新たに日本語詞とラップを加えたものである。メンバーの松本潤が主演を務めた日本テレビ系ドラマ『バンビ〜ノ!』の主題歌に使用された。2作連続、及び2クール連続のドラマ主題歌となり、松本関連のタイアップも2作連続となった。PVの監督は福井秀明。
「We can make it!」のビデオ・クリップはこのシングルには収録されておらず、DVD『5×10 All the BEST! CLIPS 1999-2009』に収録された。
カップリング曲「Di-Li-Li」はハウスウェルネスフーズ「C1000」CMソングであり、C1000×嵐'07キャンペーンソング。CMソングは「Kissからはじめよう」以来2作振りとなった。
初回限定盤のみ収録の「Future」も含め、収録曲すべてに櫻井によるラップが含まれている。
アルバムも含め一つのCDの全曲のクレジットにメンバーの名前が入るのは唯一である。

## チャート成績
2007年5月14日付オリコン週間シングルチャートにて初登場1位を獲得。初動売上は15.1万枚、累計売上は20.5万枚を記録した。同チャートにおける1位獲得は嵐にとって12thシングル「PIKA★★NCHI DOUBLE」から8作連続、通算15作目となった。

## 収録曲

### 初回限定盤
1. We can make it! [4:10]
作詞：UNITe
Rap詞：櫻井翔
作曲：Anders Wikstrom, Fredrik Thomander
編曲：鈴木雅也
  - 松本潤主演 日本テレビ系ドラマ「バンビ〜ノ!」主題歌
2. Di-Li-Li [4:16]
作詞・作曲：北川暁
Rap詞：櫻井翔
編曲：鈴木雅也
  - 嵐出演 ハウス食品「C1000レモンウォーター」CMソング
3. Future [3:36]
作詞・作曲：100+、Rap詞：櫻井翔、編曲：ha-j

### 通常盤
1. We can make it!
2. Di-Li-Li
3. We can make it! (オリジナル・カラオケ)
4. Di-Li-Li (オリジナル・カラオケ)

## 収録アルバム
- Time（#1）
- 5×10 All the BEST! 1999-2009（#1）
- ウラ嵐マニア（初回限定盤#2, 3）
- 5×20 All the BEST!! 1999-2019（#1）
- ウラ嵐BEST 1999-2007（初回限定盤#2, 3）

## 映像作品
We can make it!
- ARASHI AROUND ASIA+ in DOME
- SUMMER TOUR 2007 FINAL Time -コトバノチカラ-
- ARASHI Anniversary Tour 5×10

Di-Li-Li
- SUMMER TOUR 2007 FINAL Time -コトバノチカラ-

Future
- SUMMER TOUR 2007 FINAL Time -コトバノチカラ-